# جورج كوفال
جورج كوفال (كانون الأول 25, 1913 – كانون الثاني 31, 2006) (الروسية: Жорж (Георгий) Абрамович Коваль) هو عميل سوفيتي عرف باسمه المستعار دلمار يعتبر الأكثر نجاحاً في تاريخ جهاز الاستخبارات السوفياتية حيث تمكن في منتصف الأربعينات من القرن الماضي التسلل والدخول إلى منشآت سرية أمريكية كانت تعمل على تطوير الأسلحة النووية. والمعلومات التي قدمها ساعدت العلماء السوفيت في أقصر وقت ممكن على إنتاج قنبلة ذرية حالت دون توجيه تهديد نووي من قبل الولايات المتحدة الأمريكية.
هاجرت أسرة كوفال قبل اندلاع الحرب العالمية الأولى من الإمبراطورية الروسية إلى الولايات المتحدة، ولكن البطالة والأزمة الاقتصادية التي ضربت بلاد العم سام في الثلاثينات من القرن الماضي أجبرت المهاجرين العودة إلى بلدهم الجديد آنذاك وهو الاتحاد السوفيتي.
التحق كوفال للدراسة في معهد موسكو للتكنولوجية الكيميائية وتخرج منه عام 1939. حينها لفت الموهوب الكيميائي الذي يتقن اللغة الإنكليزية بطلاقة انتباه الاستخبارات السوفيتية. وبعد عام فقط أي سنة 1940 تم تهريب العميل «دلمار» بصورة غير شرعية إلى الولايات المتحدة، وتمكن من الحصول على عمل في مركز سري للدراسات النووية الأمريكية في أوكريدج، حيث ارتقى الشاب الموهوب في السلم الوظيفي بسرعة وأصبحت المعلومات التي تعامل معها أكثر قيمة.
وفي محاولة للحفاظ على السرية وضعت وكالة الاستخبارات الأمريكية جميع الموظفين والعاملين في المشروع النووي تحت المراقبة المستمرة، حيث قامت بقراءة الرسائل الواردة والصادرة وتنصتت على المكالمات الهاتفية وزرعت أجهزة منها في الشقق السكنية للخبراء العاملين في المشروع النووي. لكن لم يكن بمقدور الجميع تحمل الضغط النفسي الصعب للغاية. وفي هذه الإطار انتشرت قصة تقول بأن أحد الضباط الأمريكيين بدأ فجأة، عندما كان مسافراً في قطار مكتظ بالركاب، بالحديث مع الجميع عن العمل الذي يقوم به العلماء في إطار إنتاج القنبلة النووية. بطبيعة الحال تم القبض على هذا الضابط من قبل عملاء الاستخبارات، وتبين بأنه أصبح كما يقال مختلاً عقلياً ولم يتمكن من السيطرة على نفسه.
ومع ذلك وتحت ظل هذه الظروف القاسية لم يتمكن العميل «دلمار» فقط من الحفاظ على وعيه وإنما استطاع أن ينقل معلومات لا تقدر بثمن عن الأسرار الأمريكية، من بينها حصل على معلومات حول عدد المنشآت النووية التي تعمل في هذا المجال، وعدد الخبراء العاملين فيها وحجم الإنتاج النووي، وتابع عمله حتى عام 1948. لابد هنا من القول بأن مكتب التحقيقات الفيدرالي الأمريكي استطاع معرفة الجاسوس الروسي لكنه لم يكن قادراً القبض عليه لأن العميل السوفيتي كان قد تم نقله على وجه السرعة إلى الاتحاد السوفيتي.
وفي 29 من شهر آب/أغسطس لعام 1949 تم إجراء أول اختبارات للقنبلة الذرية السوفيتية في حقل بالقرب من مدينة سيميبالاتينسك، حيث جاء هذا الانفجار صدمة للأمريكيين لأنهم فقدوا بذلك روح المبادرة كأول دولة تقوم بإنتاج الأسلحة النووية إلى الأبد، والفضل الكبير هنا يعود لضابط الاستخبارات السوفيتية جورج كوفال.

## عودته إلى روسيا
وبعد عودته من الولايات المتحدة عاد كوفال للعمل في معهد موسكو للتكنولوجيا الكيميائية في مجال البحث العلمي وعمل كمدرس فيه، علماً أنه قام أيضاً بتأليف أكثر من 100 دراسة علمية تلقت تقديراً كبيراً في الأوساط العلمية. أما الطلاب وزملاء الدكتور كوفال فقد أكدوا على أن غيورغي مدرساً موهوباً وعالماً وباحثاً فريداً من نوعه، لكن جميعهم لم يكونوا على علم بأهمية هذه الشخصية من الناحية الاستخباراتية حتى يومنا هذا، مع الإشارة إلى أن كوفال لم يرغب أبداً الحديث عن الماضي قائلاً: «لتكن هناك بقعاً بيضاء أكثر من الصفحات السوداء في كتاب التاريخ».
توفي العميل «دلمار»- الباحث غيورغي كوفال في موسكو في 31 من شهر كانون الثاني/يناير لعام 2006 عن عمر يناهز 93 عاماً. وبعد عام واحد منحه الرئيس الروسي فلاديمير بوتين لقب بطل روسيا. لكن ومع كل ذلك فقد تم الاعتراف بجورج كوفال على أنه العميل الأكثر نجاحاً للقرن العشرين.